# YTMND
YTMND, acrônimo para You're The Man Now, Dog, que traduzido significaria "Você é o homem agora, cachorro" é uma comunidade virtual centrada na criação de hospedagem de páginas da web (conhecido na comunidade como YTMNDs ou sites) caracterizando a justaposição de uma única imagem ou de um slideshow simples que possui animação ou apenas imagens, juntamente com texto opcional com zoom grande ou crescente e um arquivo de som. As imagens usadas nos YTMNDs geralmente são criadas ou editadas pelos usuários. A maioria dos YTMNDs destinam-se a expor ou refletir os aspectos mais irreais da cultura pop, e alguns podem ser consideradas piadas internas.